# Gourin
Gourin – miejscowość i gmina we Francji, w regionie Bretania, w departamencie Morbihan.
Według danych na rok 1990 gminę zamieszkiwały 4734 osoby, a gęstość zaludnienia wynosiła 63 osoby/km² (wśród 1269 gmin Bretanii Gourin plasuje się na 92. miejscu pod względem liczby ludności, natomiast pod względem powierzchni na miejscu 16.).

## Partnerstwo
Gmina Gourin jest w relacjach partnerskich z irlandzkim miastem Rush.